# Basilique Santa Croce de Florence
Pour les articles homonymes, voir Basilique Santa Croce.
La basilique Santa Croce est un édifice religieux catholique italienne située à Florence (en Italie). Sa construction commença le 3 mai 1294 sur les fondations d'une petite église érigée en 1252 par des franciscains peu après la mort de saint François d'Assise.

## Histoire de la basilique

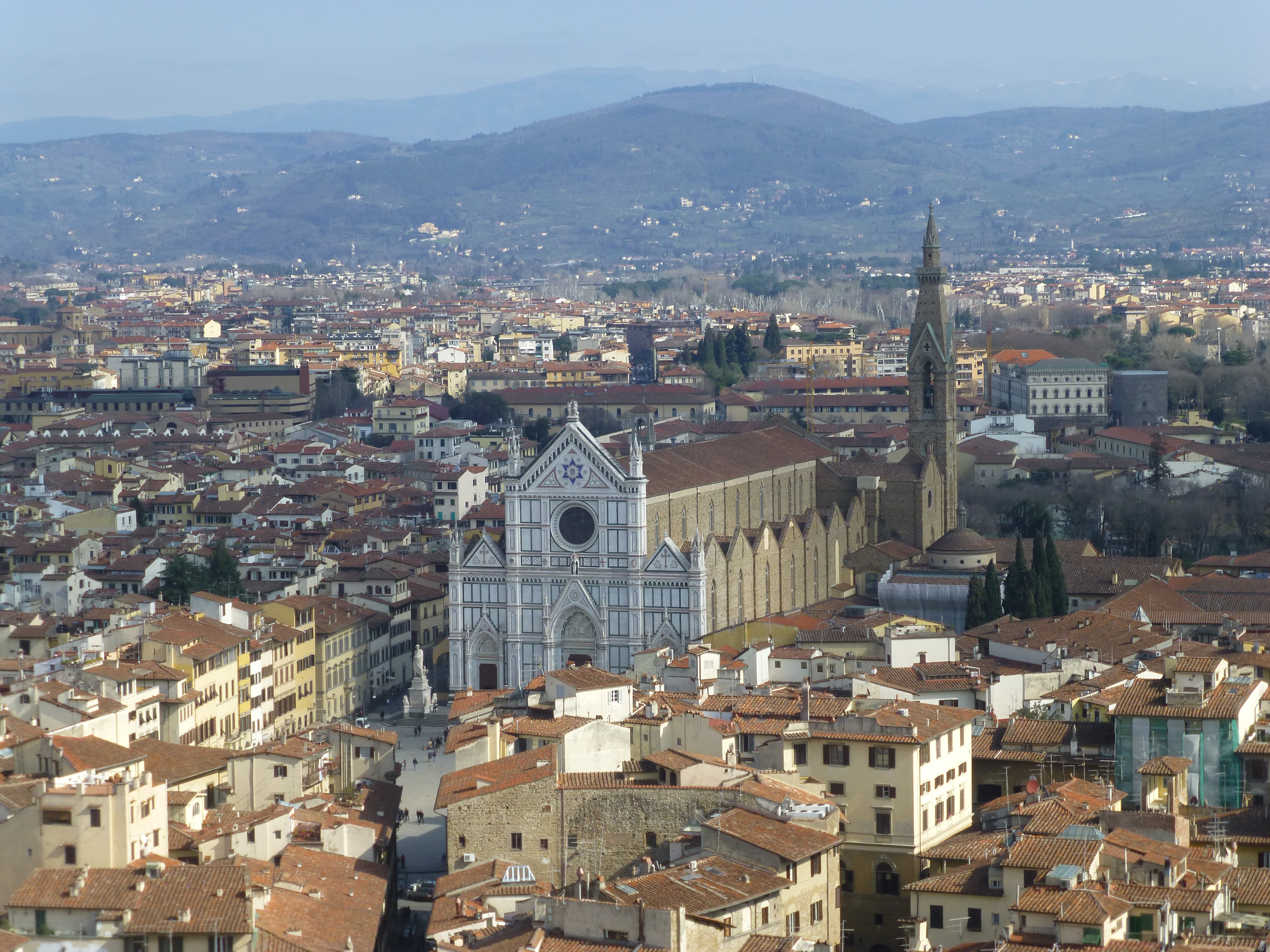
Basilique Santa Croce.

L'édification de la basilique de Santa Croce à Florence débuta en 1294 sur les plans d'Arnolfo di Cambio ; il s'agit de la plus grande église franciscaine au monde. Construite aux frais du peuple et de la République florentine, elle s'éleva sur les fondations d'une petite église bâtie en 1252 par les frères peu de temps après la mort de saint François, hors des murs de la ville. Les restes de l'ancien édifice ne purent être localisés qu'en 1966 quand, à la suite des inondations qui envahirent et dévastèrent la ville, une partie du pavement de l'église actuelle s'effondra.
Dès son origine, l'histoire de Santa Croce est très intimement liée à l'histoire même de Florence. Au cours des sept siècles qui se sont écoulés depuis sa fondation, elle a constamment fait l'objet de remaniements et de nouveaux projets de modernisation, acquérant ainsi au fur et à mesure de nouvelles connotations symboliques : de sa nature primaire d'église franciscaine jusqu'à acquérir le rôle de municipe religieux pour les grandes familles et les corporations de la Florence médicéenne, de laboratoire et d'atelier artistique — humaniste tout d'abord puis Renaissance — jusqu'à centre théologique, de panthéon des gloires italiennes jusqu'à muer en un lieu de référence, au XIXe siècle, de l'histoire politique de l'Italie pré et post-unitaire.

## Symbole de l'art florentin

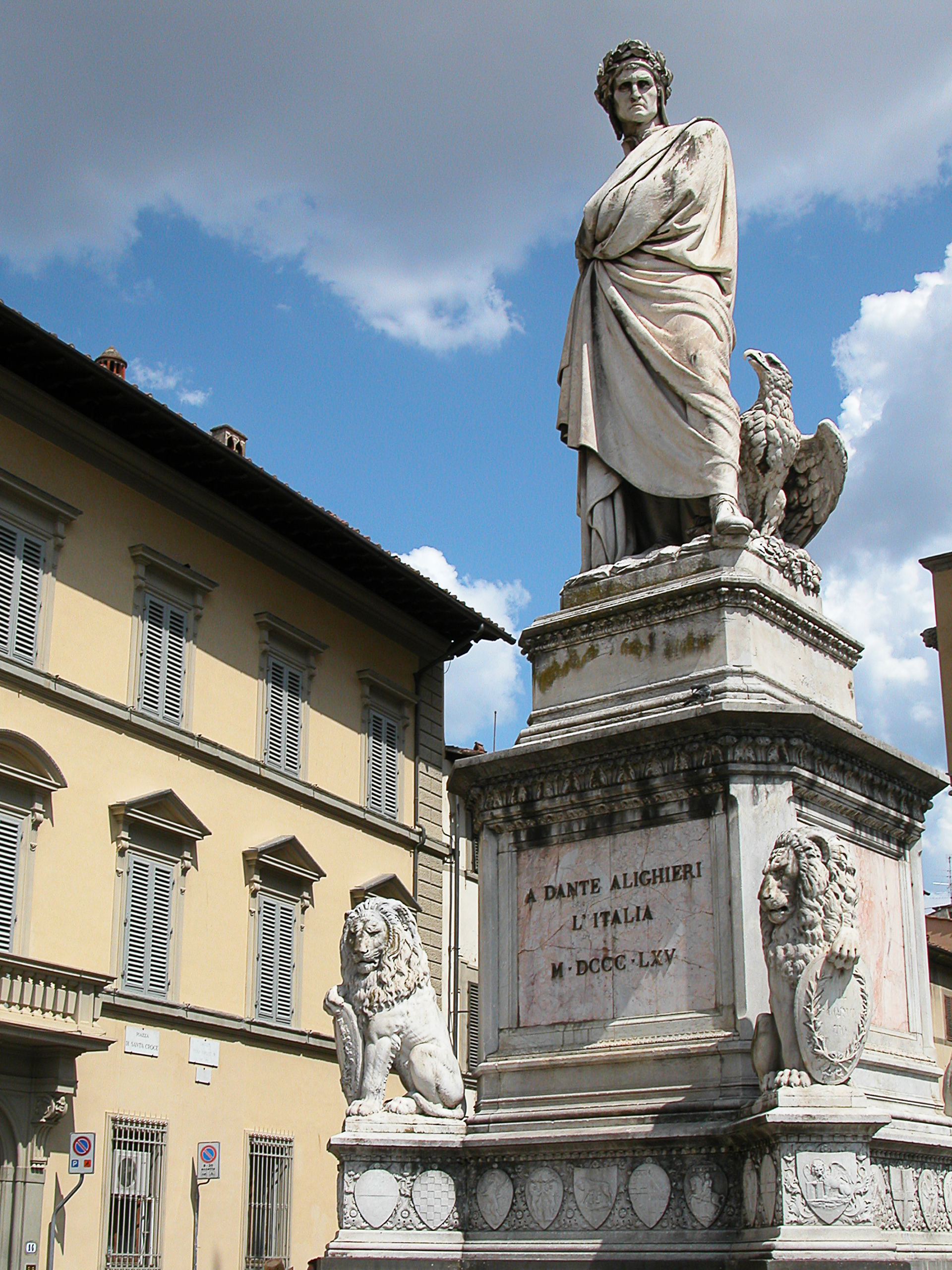
Monument à Dante au coin gauche du parvis de l'église Santa Croce.

De tous temps, Santa Croce fut un symbole prestigieux de la ville de Florence et un lieu de rencontre pour les plus grands artistes, théologiens, religieux, hommes de lettres, humanistes et hommes politiques. Mais elle le fut également pour les puissantes familles qui, dans le bonheur comme dans l’adversité, participèrent à la création de l’identité de la Florence de la fin du Moyen Âge et de la Renaissance. Son couvent offrit l’hospitalité à des personnages célèbres de l’histoire de l’Église, saint Bonaventure, saint Antoine de Padoue, saint Bernardin de Sienne, saint Louis d'Anjou, évêque de Toulouse. Elle fut aussi un lieu de repos et d’accueil pour plusieurs papes, Sixte IV, Eugène IV, Léon X, Clément XIV. Avec son architecture gothique imposante, ses merveilleuses fresques, ses retables d’autel, ses précieux vitraux, ses nombreuses sculptures, cette église représente l’une des pages les plus importantes de l’histoire de l’art florentin dès le XIIIe siècle.
On peut y découvrir des œuvres de Cimabue, Giotto, Brunelleschi, Donatello, Vasari, Ghiberti, Andrea Orcagna, Taddeo Gaddi, Della Robbia, Giovanni da Milano, Bronzino, Michelozzo, Domenico Veneziano, Maso di Banco, Giuliano da Sangallo, Benedetto da Maiano, Canova et bien d’autres encore, comme le tombeau  de Cassone della Torre par le sculpteur Tino di Camaino (v.1280-1337)
La présence, notamment, de Giotto, et de toute son école, en fait un ouvrage très complet, précieux témoignage de l’art florentin du XIVe siècle.

## Modifications de la basilique
Les vicissitudes historiques et politiques qui ont accompagné la vie de Santa Croce jusqu’à nos jours ont toujours laissé une trace précise, que ce soit sur le plan des interventions artistiques et architecturales (par exemple, les transformations radicales effectuées par Vasari au milieu du XVIe siècle, ou les efforts déployés au XIXe siècle pour transformer le complexe de Santa Croce en un grand mausolée de l’histoire italienne) ou dans les témoignages précieusement conservés dans ses archives retraçant les étapes de la construction quotidienne au fil des siècles d’un grand projet, avec ses artisans, ses ressources, ses objectifs et ses difficultés. Une nouvelle façade est inaugurée en 1863 (voir plus bas).

## Corps principal de la basilique

### La façade
Elle est d'abord définie par les dessins de Simone del Pollaiolo, mais les travaux sont interrompus en raison d'un différend entre le donateur, Castello Quaratesi, et les ouvriers du chantier. Les travaux ne reprennent que le 22 août 1857, en présence du pape Pie IX et la façade est inaugurée le 3 mai 1863, dessinée par Niccolò Matas en style néogothique. Elle présente trois pointes alignées sur les trois portails, quatre piliers culminant en flèche. Elle est recouverte de marbre blanc et de marbre vert de Prato.
Dans le tympan central, c'est Giovanni Duprè qui en sculpte Le triomphe de la Croix, soutenue par une étoile de David ornée du monogramme du Christ. L'artiste exécute également la statue de Notre Dame des Sept Douleurs, sous la rosace. Le tympan de gauche représente la Découverte de la Croix, par Tito Sarrocchi, et celui de droite la Vision de Constantin, par Emilio Zocchi (en).

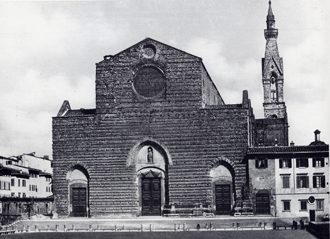
L'ancienne façade, avant 1857.
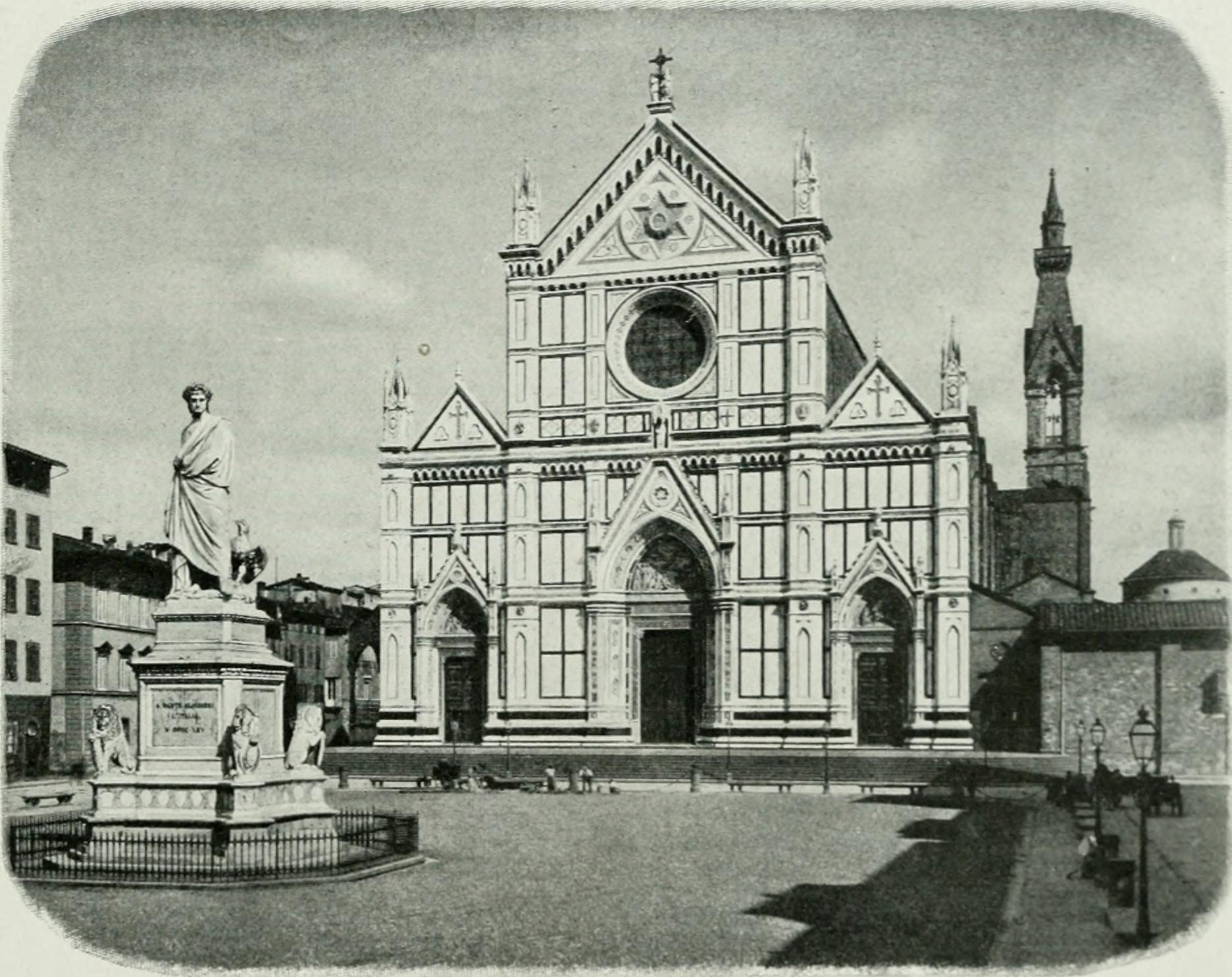
La place et la nouvelle façade de l'église, en 1907.
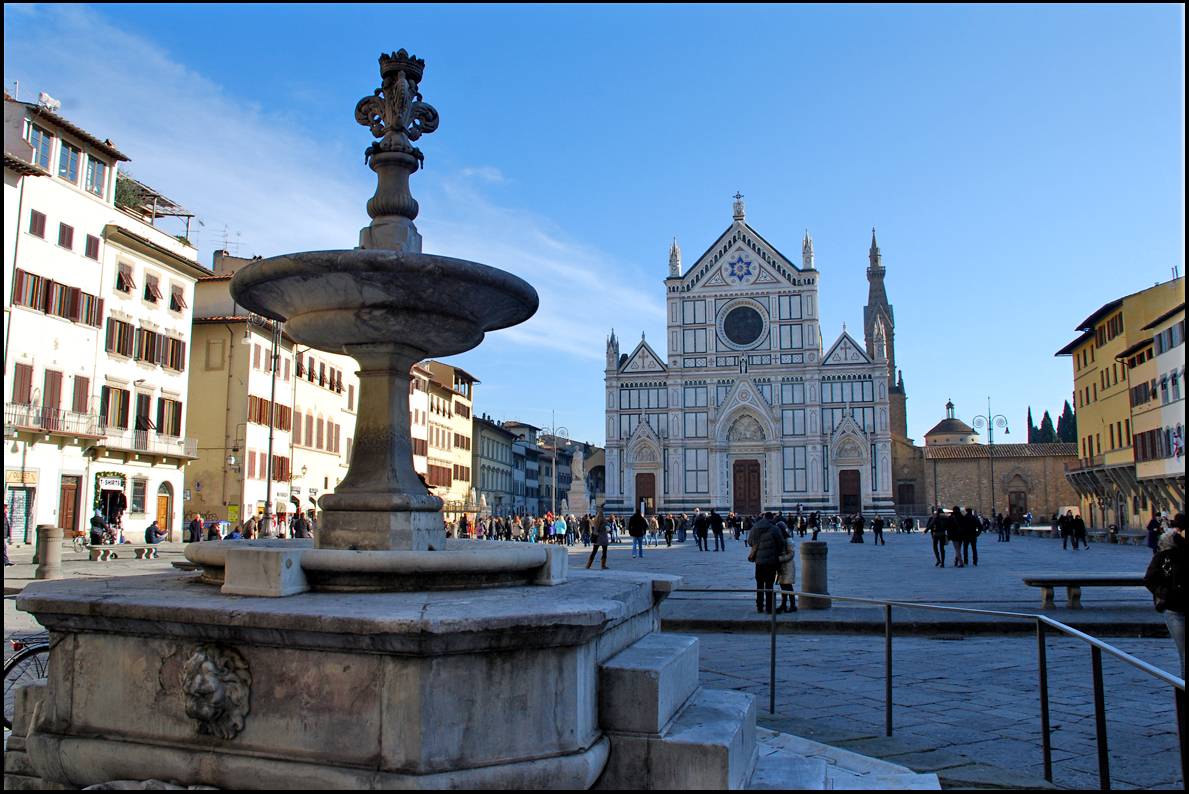
Fontaine et piazza Santa Croce.

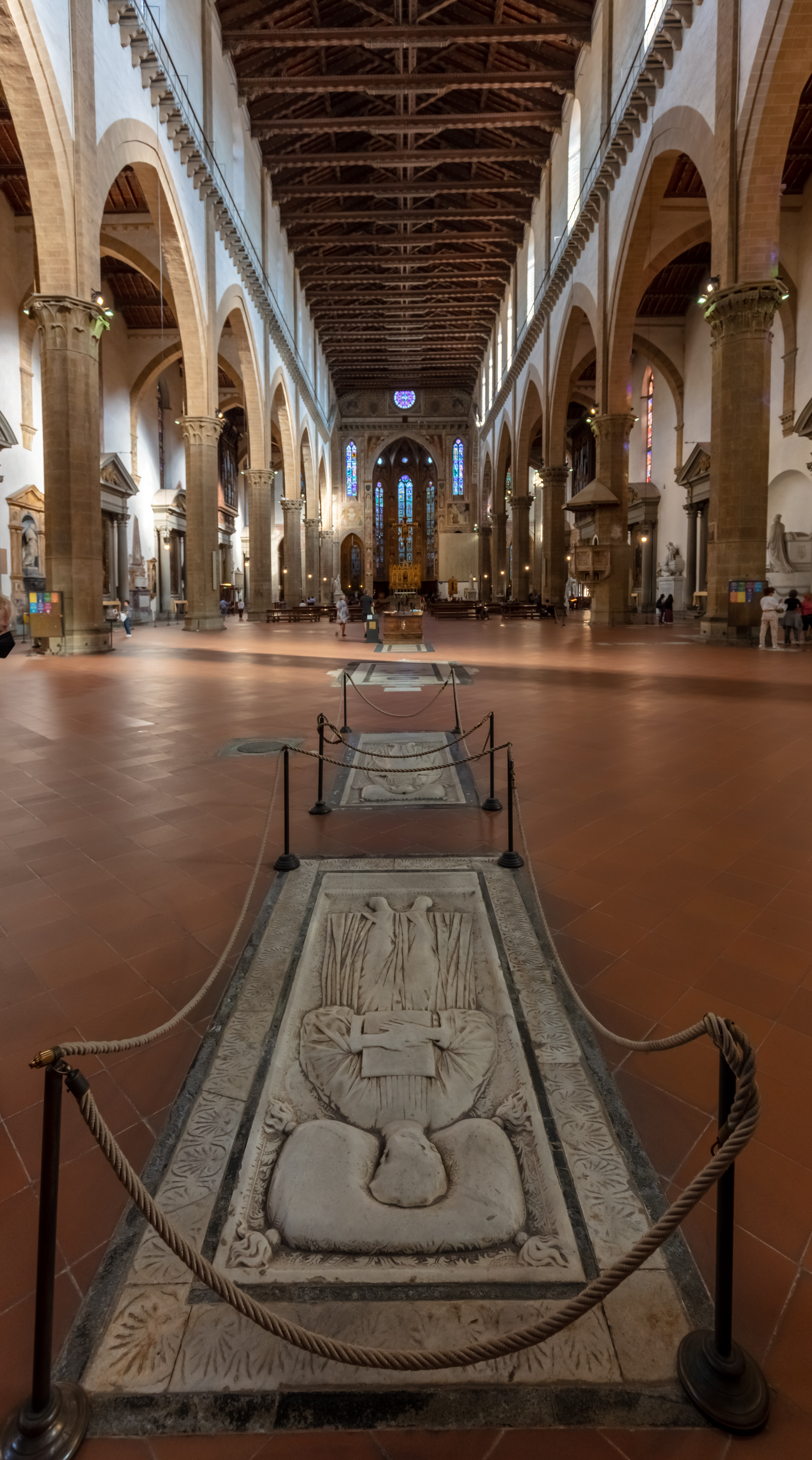
Nef de la basilique, charpente, tombeaux.

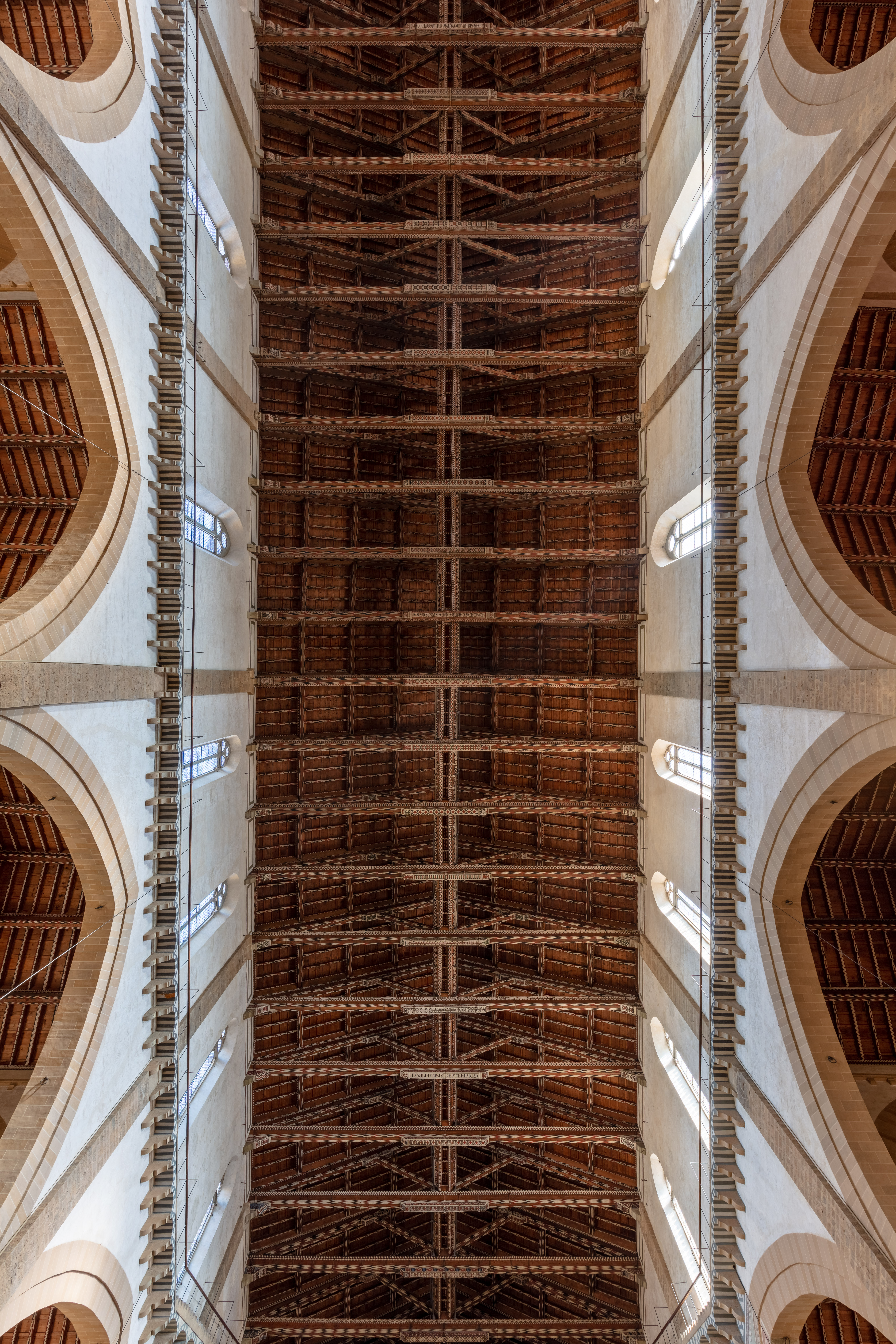
Plafond.

### La sacristie
Cette belle salle du XIVe siècle est enrichie de fresques de Taddeo Gaddi (1338) comportant l'évocation de la vie de la Vierge, ainsi que des scènes de la crucifixion. Sur ces fresques, l'artiste joue sur les détails pittoresques et sur une lumière originale. Elle contient également une relique de la bure et de la ceinture de saint François d'Assise.

### La nef
Sa largeur (38 m) a rendu impossible l'usage des arcs de pierre d'où la couverture par charpente en bois. (Les églises franciscaines ont une décoration dépouillée, c'est pour cette raison que l'on préfère la charpente en bois, exception pour la basilique d'Assise). Contre le 3ème pilier de droite, la très belle chaire en marbre a été sculptée en 1476 par Benedetto da Maiano. Face au 5e pilier droit, Donatello a réalisé l'élégant bas-relief de l'Annonciation en pierre rehaussée d'or. 
Santa Croce a été définie comme le Panthéon des gloires italiennes car l'église accueille les sépultures de personnages aussi illustres que Nicolas Machiavel, Galilée, Michel-Ange, Gioachino Rossini, Michał Kleofas Ogiński, Vasari, Ghiberti, Leonardo Bruni, Vittorio Alfieri et Niccolò Ugo Foscolo, sans oublier le cénotaphe de Dante Alighieri.

### Abside ou chapelle majeure
- Légende de la sainte Croix d'Agnolo Gaddi (1390)[1],[2].

### La chapelle Bardi

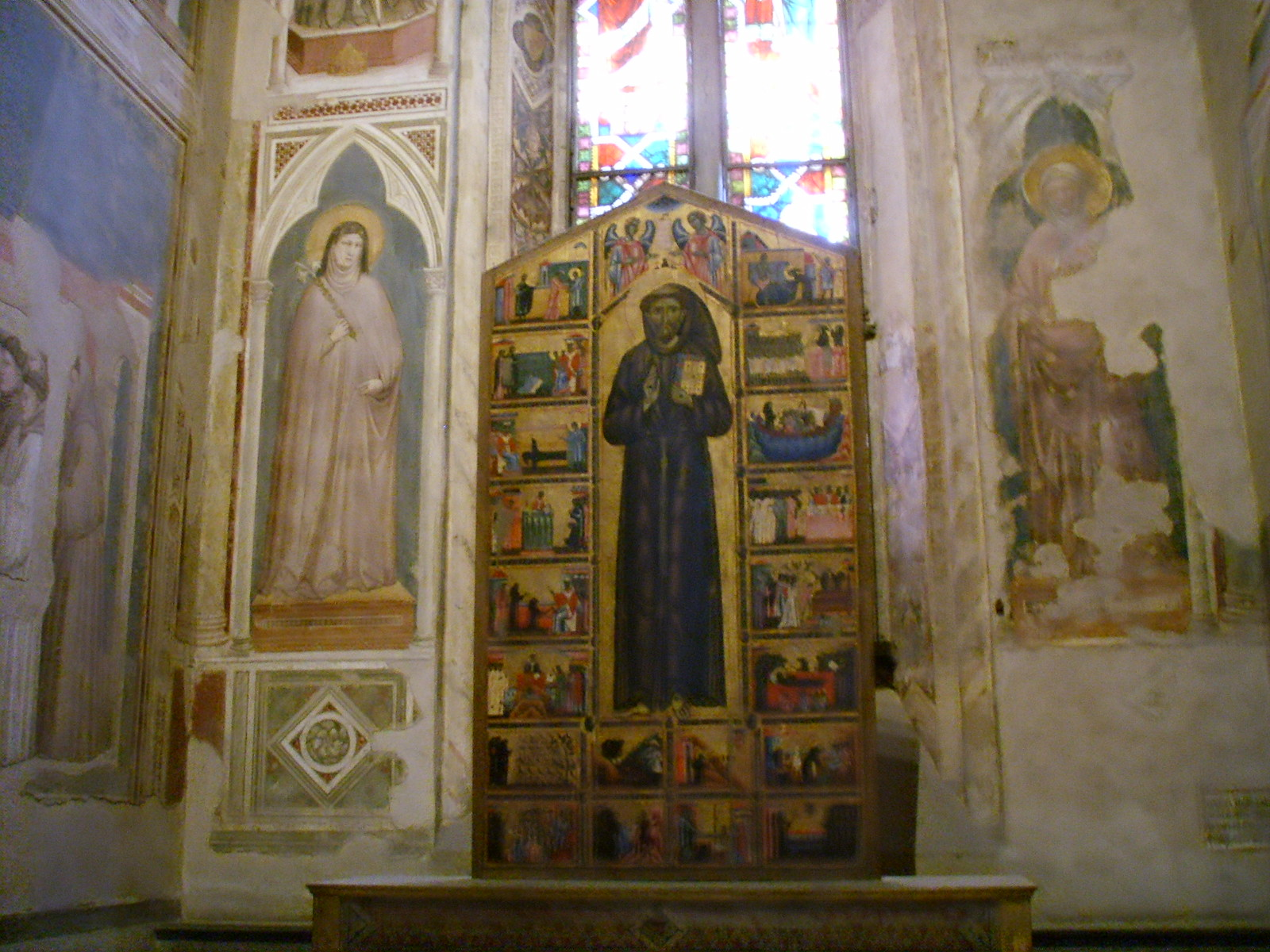
Retable et fresques de la chapelle Bardi.

- Fresques dans la chapelle de la famille Bardi de la vie de saint François par Giotto (1318), recouvertes de chaux au XVIIIe siècle[3], redécouvertes en 1852 mais mal restaurées[4].
- Retable de Scènes de la vie de saint François par le Maestro del San Francesco Bardi

### La chapelle Peruzzi
- Fresques dans la chapelle de la famille Peruzzi des Scene della vita di San Giovanni Evangelista e di San Giovanni Battista par Giotto di Bondone[4]

### La chapelle Bardi di Vernio
- Vie du pape Sylvestre et de l'empereur Constantin de Maso di Banco (1340)[5]

### La chapelle Baroncelli
- Scènes de l'Histoire de la vie de Marie de Taddeo Gaddi
- Le Couronnement de la Vierge, école de Giotto

## Extérieur

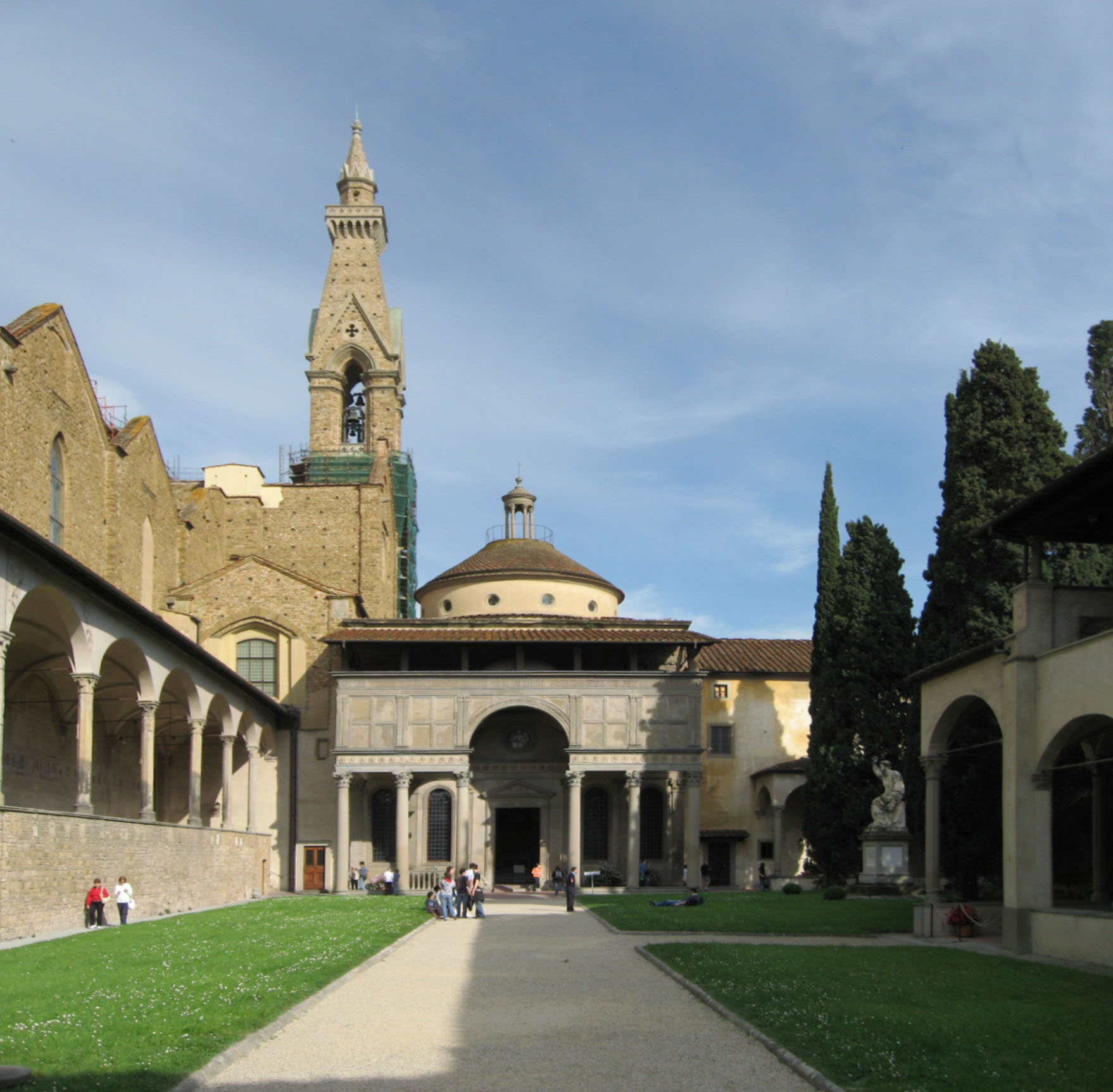
Le cloître et la chapelle des Pazzi.

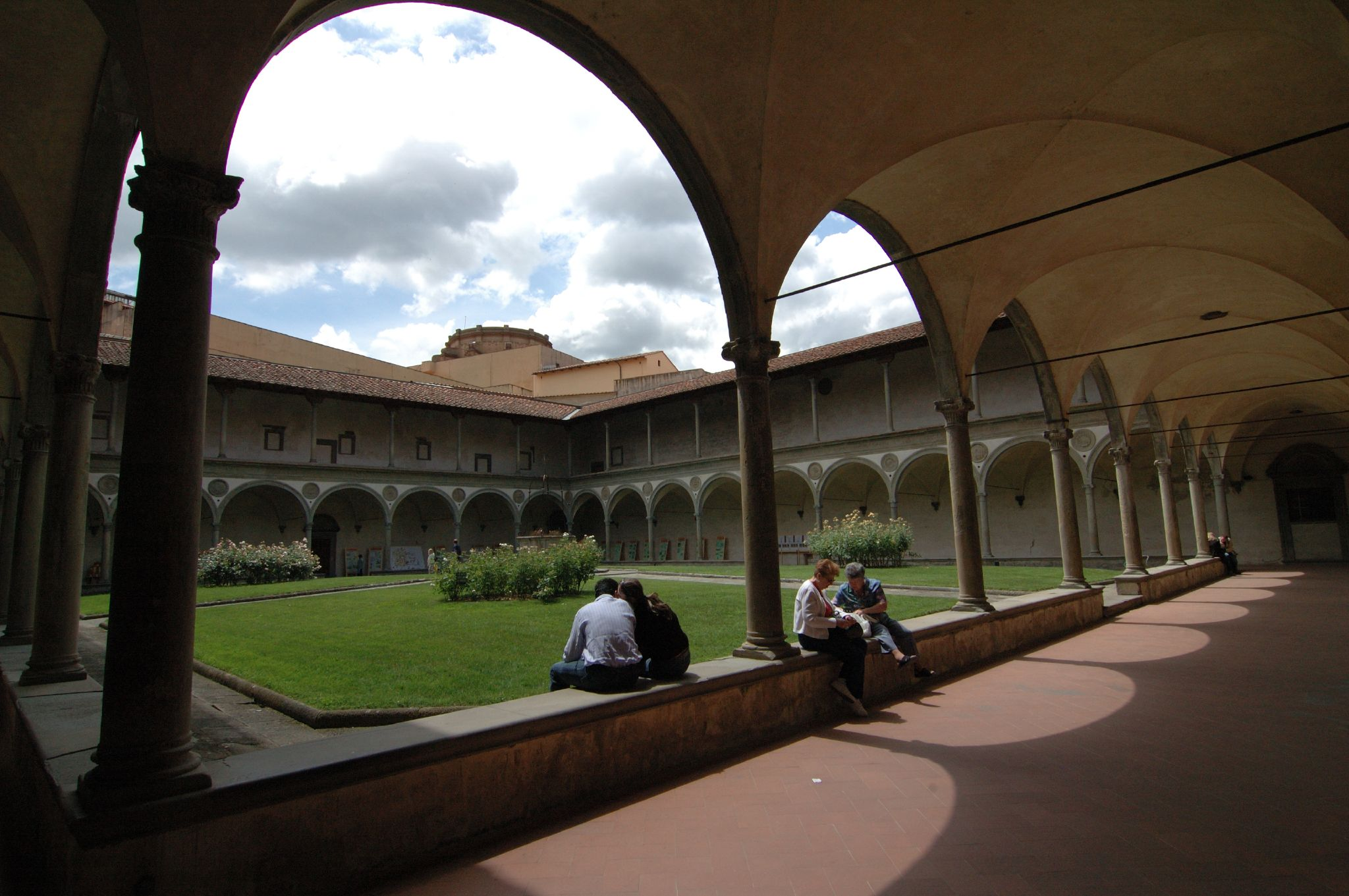
Le second cloître.

### La chapelle des Pazzi
La chapelle, œuvre de Filippo Brunelleschi, décorée jusqu'en 1478 par Giuliano da Maiano, Luca della Robbia, Donatello, Salvi d'Andrea et Michelozzo, est restée inachevée à la suite de la conjuration des Pazzi qui bannit cette famille opposée aux Médicis de Florence. Elle est restée vide depuis lors.

### Premier cloître
Le cloître du XIVe siècle (mais avec des remplacements et des ajouts d'éléments architecturaux au fil du temps) est situé sur le côté droit de la façade de la basilique et mène à la chapelle Pazzi.

### Second cloître
Le second cloître est de forme carrée, avec un puits central. Cette œuvre élégante de 1453 est souvent attribuée au dessin de Brunelleschi, bien que l'intervention de Bernardo Rossellino soit plus probable.

#### Musée de l'Œuvre de Santa Croce

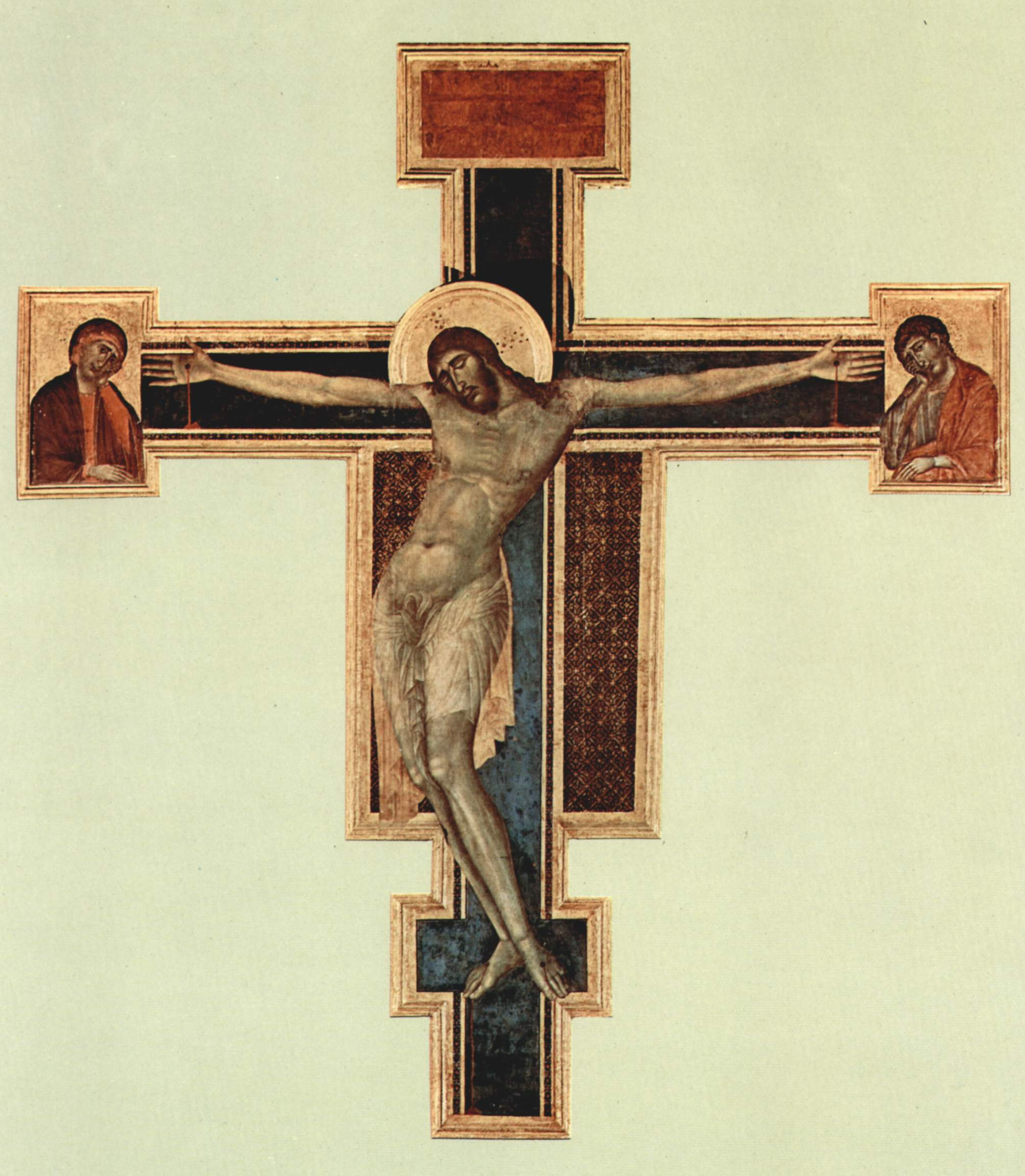
Crucifix de Cimabue.

- Crucifix de Cimabue (grandement endommagé par les inondations de Florence en 1966), restauré en partie et exposé ;
- Fresques du Jugement dernier d'Andrea Orcagna ;
- L'Arbre de la Croix et La dernière Cène de Taddeo Gaddi.